# Carlos Aguilera Martín
Carlos Aguilera Martín (Madrid, 22 de maig de 1969) és un exfutbolista madrileny.
Va començar jugant de davanter però res més iniciar la seva carrera a Primera divisió de la lliga espanyola de futbol va ser reubicat com lateral dret. Es va formar en les categories inferiors de l'Atlètic de Madrid, on va romandre durant la gairebé totalitat de la seva carrera i va guanyar dues Copes del Rei. Va ser internacional amb la selecció espanyola.

## Biografia
Debuta en la Primera divisió de la lliga espanyola de futbol el 26 de març de 1988 davant l'Sporting de Gijón, partit que va guanyar el club asturià per 2-0. El 1993 fitxa pel Club Deportivo Tenerife. Amb aquest club juga tres temporades, de les millors de la història de l'equip illenc.
Retorna a l'Atlètic de Madrid el 1996, just després que el club matalasser guanyés la lliga i la Copa del Rei. La temporada 99-00 l'equip descendeix a Segona divisió, on roman dos anys. És en aquesta època on donada la seva velocitat i el seu passat com davanter, juga sovint com extrem dret, marcant 14 gols en la categoria. Després del seu retorn a la categoria d'honor, Aguilera juga durant tres temporades més abans de retirar-se.
Aguilera va jugar un total de 375 partits en Primera divisió i va marcar 21 gols.

### Selecció espanyola
Ha estat internacional amb la selecció espanyola en 10 ocasions. El seu debut com a internacional va ser el 24 de setembre de 1997 en el partit Eslovàquia 0 - 1 Espanya. Va formar part del combinat espanyol al Mundial de Futbol França 1998.

## Clubs
| Club                    | Any         |
| ----------------------- | ----------- |
| Club Atlético de Madrid | 1987 - 1993 |
| Club Deportivo Tenerife | 1993 - 1996 |
| Club Atlético de Madrid | 1996 - 2005 |

## Palmarès
| Títol        | Club               | Any       |
| ------------ | ------------------ | --------- |
| Copa del Rei | Atlético de Madrid | 1990-1991 |
| Copa del Rei | Atlético de Madrid | 1991-1992 |